# Manon Disbeaux
Manon Disbeaux, née le 15 septembre 2000 à Toulouse, est une nageuse synchronisée française.

## Biographie
Le 12 août 2022, elle remporte la médaille de bronze de l'épreuve highlight par équipe de natation artistique lors des Championnats d'Europe de natation 2022 à Rome.
Aux Jeux européens de 2023 à Oświęcim, elle est médaillée d'or de l'épreuve acrobatique par équipes.